# トルメイン・ジョンソン (ワイドレシーバー)
トルメイン・ジョンソン（Trumaine Johnson 1960年1月16日- ）は、ルイジアナ州ボガルーサ出身のアメリカンフットボール選手。NFL及びUSFLでプレーした。ポジションはワイドレシーバー。

## 経歴
グランブリング州立大学でプレーし、同大学及びルイジアナ州の大学の選手としても当時歴代1位の32TDをあげた。
1983年のNFLドラフト6巡でサンディエゴ・チャージャーズから指名されたが、NFLの対抗リーグ、USFLのシカゴ・ブリッツに全体11位で指名されて入団した。この年彼はそれぞれリーグトップの81回のレシーブで1327ヤードを獲得、10TDをあげて、USFLのオールスターに選ばれた。
1984年は、シカゴ・ブリッツの大部分のチームメートとともに、アリゾナ・ラングラーズでプレー、リーグ4位の90回のレシーブで1258ヤードを獲得、13TDをあげて、チームのチャンピオンシップ進出に貢献した。この年もUSFLのオールスターに選ばれた。同年10月、ラングラーズと10年、数百万ドルの契約延長を果たした。この契約はワイドレシーバーとしてはプロフットボール最高給のもので、ロサンゼルス・エクスプレスがスティーブ・ヤングと結んだ契約のように、年金としての繰り越し支払いを含むものであった。
1985年にアリゾナ・ラングラーズとオクラホマ・アウトローズが統合し、アリゾナ・アウトローズとなると、Bill Tathamオーナーの元でプレーすることを拒否し、ホールドアウトを行い、USFLシーズンを全休した。この間、ルイジアナ州に304エーカーの牧場を購入した。
6ヶ月に渡る交渉の末、1985年7月にNFLのサンディエゴ・チャージャーズに加入し、控えワイドレシーバーとして2シーズンプレーした。チャージャーズでの2年間、彼をターゲットとしたパスは38回で、34レシーブにとどまった。
1987年、バッファロー・ビルズに加入した。第1週のニューヨーク・ジェッツ戦で移籍後初TDをあげた。第13週のインディアナポリス・コルツ戦でも第4Qにジム・ケリーから8ヤードのTDパスをキャッチした。
1988年にはクリス・バーケットが負傷したことから先発として起用された。ビルズではこの年、彼の他にもQBジム・ケリー、Cケント・ハル、LBレイ・ベントリー、Kスコット・ノーウッドといったUSFLでプレーしていた選手が先発として起用された。37回のレシーブで514ヤードを獲得、プレーオフ2試合でも先発出場した。シーズン終了後、現役を引退した。

## 人物
1987年7月16日、長年のガールフレンドと結婚したが、彼らは引っ越しや、チャージャーズのトレーニングキャンプが7月31日に始まることから、なかなか会う機会がなかった。